# Cacari
Cacari (em turco: Hakkâri; em curdo: Colemêrg; em siríaco: ܗܟܐܪܝ) é uma cidade e distrito da província homónima que faz parte da região da Anatólia Oriental da Turquia. O distrito tem 2 179 km² de área e em dezembro de 2021 tinha 77 606 habitantes (densidade: 35,6 hab./km²), dos quais 59 484 na cidade.

## Etimologia, geografia e clima
O nome Hakkâri, tomado da tribo curda local,[carece de fontes?] possivelmente tem origem na palavra neoaramaica Akkare ou Ekkare (ܐܟܪ̈ܐ), que significa "lavrador". Outros nomes e variantes ortográficas são: Hakari, Hakâri, Çölemerik, Colemerik, Colemerq, Julamerk, Yulemrk, Djulemrk, Julemerik, Djulamerg e Djulamerik.
A cidade faz parte da região do Grande Zabe. Situa-se nos flancos de uma escarpa muito íngreme no cimo da qual se encontram as ruínas de um castelo otomano, numa zona de altas montanhas do Curdistão, várias delas com mais de 3 000 m de altitude e pelo menos uma com mais de 4 000 m, a noroeste do local onde se encontram as fronteiras da Turquia, Irão e Iraque, 40 km a norte da fronteira deste último, 55 km a sudoeste da fronteira iraniana e 145 km a nor-nordeste de Mossul.
O clima é do tipo continental (Dsa na classificação de Köppen-Geiger), com invernos frios e com neve e verões quentes e secos. Entre novembro e março, a médias das temperaturas mínimas é negativa (-8,1 °C em janeiro e mesmo em abril não chega aos 4 °C. Entre dezembro e fevereiro, as temperaturas máximas são também muito próximas de 0 °C (-0,7 °C em janeiro). Em junho e setembro, a média das temperaturas máximas ultrapassa 25 °C e em julho e agosto os 30,5 °C; nestes meses a média das mínimas é superior a 18 °C. A precipitação anual é 753,5 mm e ocorre sobretudo entre novembro e abril, sendo praticamente nula em julho e agosto.

## História

### Reino de Hubushkia e achados arqueológicos
Muitos investigadores acreditam que foi na região de Cacari que se situou o reino da Idade do Ferro de Hubusquia (Ḫubuškia), mencionado nos anais assírios dos séculos X e IX a.C., localizado entre as zonas de influência da Assíria e de Urartu.
A descoberta em 1998 na cidade de 13 estelas de um tipo inédito na Anatólia ou no Médio Oriente, esculpidas e com formas antropomórficas, com semelhanças com as estelas de curgã (ou balbals) encontradas nas estepes eurasiáticas datadas do período entre o século VII a.C. e o século XII d.C. parece confirmar a tese de que Hubusquia se situava em Cacari. Uma das hipóteses é que representem reis de Hubusquia quando este reino ainda era independente, pois não apresentarem influências assírias, o que indica que devem ser anteriores ao último quartel do século IX a.C. Além das estelas, foi também descoberto uma câmara funerária de onde se desenterraram cerca de 50 esqueletos humanos e inúmeros artefactos (cerâmica, punhais de bronze, alfinetes ornamentais e brincos de prata e ouro). A câmara aparenta ter sido usada durante vários séculos durante meados do 2º milénio a.C.

### Período otomano, destruição e reconstrução

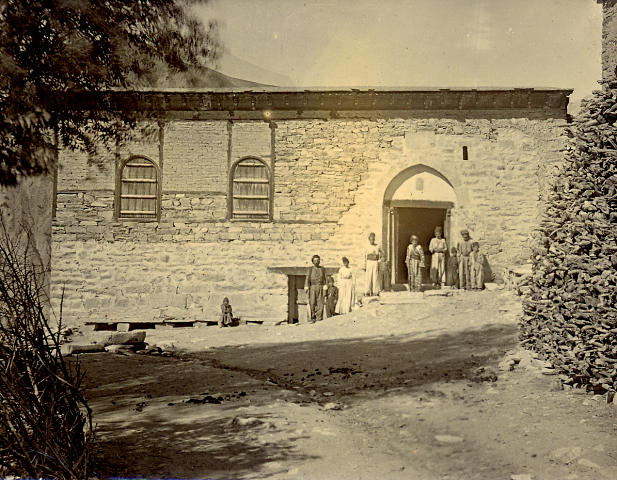
Fotografia tirada por um missionário britânico em 1904, mostrando uma casa e família assíria cristã da região de Cacari

Embora a região estivesse sob o controlo otomano, o governo local permaneceu nas mãos dos emires curdos locais até ao século XIX. A cidade foi a capital do vilaiete de Cacari. No século XIX passou a ser a capital do sanjaco de Cacari, que fazia parte do vilaiete de Vã e era administrado pelo emir de curdo local.[carece de fontes?]
Uma parte considerável da população era constituída por assírios cristãos de doxologia nestoriana. Durante o genocídio assírio, entre 20 e 30 mil assírios foram mortos na região por turcos e Curdos e a cidade foi praticamente destruída. Nessa mesma altura, foi também destruída a cidade próxima de Kodshanes, que até então era a sede do patriarcado da Igreja Assíria do Oriente (ou Igreja Nasrani dos Suryoyo).[carece de fontes?] Cacari foi reconstruída em 1935, mas em 1950 só tinha 2 664 habitantes (o distrito tinha então 14 473 habitantes).[carece de fontes?]